# September 2004
Dit artikel geeft een chronologisch overzicht van alle belangrijke gebeurtenissen per dag in de maand september van het jaar 2004.

## Gebeurtenissen

### 1 september
- Hawaï - Astronomen ontdekken een exoplaneet van slechts 14 aardmassa's om de ster Gliese 436. Deze massa gecombineerd met de afstand tot de ster doet het vermoeden rijzen dat voor het eerst een terrestrische planeet ontdekt is.
- Nepal - Enkele honderden mensen vernielen een moskee in Kathmandu dit naar aanleiding van de executie van twaalf Nepalezen door het Leger van Ansar al-Sunna in Irak
- Noord-Ossetië, Rusland - In de Russische deelstaat Noord-Ossetië heeft een gewapende groep, waarschijnlijk Tsjetsjenen, een groep van 200 schoolkinderen in gijzeling.
- Iran - Iran maakt aan het Internationaal atoomenergiebureau bekend dat het van plan is 37 ton uraniumerts om te zetten in uraniumhexafluoride, waarschijnlijk genoeg voor vijf kernwapens.

### 2 september
- Nederland - Tweede Kamerlid Geert Wilders stapt op uit de VVD omdat hij tegen de toetreding van Turkije bij de Europese Unie is.
- Nederland - Première van de film de Dominee over leven van Klaas Bruinsma.

### 3 september
- Noord-Ossetië - Russische militairen hebben een einde gemaakt aan de gijzeling van een basisschool in de stad Beslan. Er zijn meer dan 300 doden gevallen en ruim 600 mensen liggen in ziekenhuizen. Er zouden 27 gijzelnemers zijn gedood.
- EU - De Europese Commissie presenteert een alternatief voor het Stabiliteitspact, de overeenkomst die regelt dat lidstaten van de EU hun begrotingstekort niet te hoog op mogen laten lopen.
- Het Kamerlid Geert Wilders stapt uit de VVD na een conflict over de mogelijke toetreding van Turkije tot de Europese Unie.
- Washington D.C., VS - Het Pentagon komt opnieuw in opspraak omdat van de militairen geëst wordt dat zij hun recht op geheime stemming in de komende verkiezingen laten varen en hun stem per fax op e-mail via Omega Technologies uitbrengen.
- New York, VS - Voormalig president Bill Clinton belandt in New York in het ziekenhuis met hartklachten. Hij moet een bypassoperatie ondergaan.
- Nederland - Het kabinet heeft het verbod op de alcoholhoudende drank absint opgeheven.
- Eindhoven - Geert-Jan Uytdewilligen, student aan Fontys Hogeschool TNW, claimt een formule te hebben bedacht voor het classificeren van een nulpunt van een polynoom van welke graad dan ook. De wiskundige wereld laat geen spaan heel van zijn 'bewijs'.

### 5 september
- Florida, VS - De orkaan Frances teistert Florida met windstoten tot 200 km/h en hevige neerslag. Vier miljoen mensen zitten zonder elektriciteit.
- Noord-Ossetië- De eerste slachtoffers van het gijzelingsdrama in Beslan worden begraven. In Rusland worden twee dagen van nationale rouw gehouden.
- Japan - West-Japan is getroffen door twee aardbevingen van 6,8 en 7,3 op de schaal van Richter. Zuid-Japan wordt ook getroffen door tyfoon Songda.

### 6 september
- Kirgizië - Kirgizië eist de enclave Sjachimardan in Oezbekistan op, zo verklaarde de Kirgizische premier Nikolai Tanajev.
- Soedan - De vredesonderhandelingen bij het conflict in Darfoer tussen de rebellen en de regering zijn vastgelopen, verklaarde de onderhandelaar van de Afrikaanse Unie.
- Irak - Amerikaanse militairen bombarderen gedeeltes van Najaf en vallen het huis van Moqtada al-Sadr aan. Later komen drie militairen om het leven bij een bomaanslag.
- Nederland - Voormalig topambtenaar Van Wijnbergen verklaart tegenover de Commissie-Duivesteijn dat het CPB bewust informatie achterhield aan de Tweede Kamer.
- Palestina - Israël heeft een aanval uitgevoerd op een sport- of trainingsveld in de stad Gaza waar Hamas (sport)trainingen organiseert voor jongeren en kinderen. Veertien personen werden gedood.

### 7 september
- Irak - Amerikaanse militairen vechten met opstandelingen in Sadr-stad, een overwegend sjiitische wijk van Bagdad. Hierbij valt de duizendste Amerikaanse dode sinds het begin van de oorlog.
- Luxemburg - Het Europees Hof voor Justitie oordeelt dat kokkelvisserij in de Waddenzee volgens de Europese Habitatrichtlijn alleen mag als geen schade aan het Wad optreedt.
- Nederland - Premier Balkenende heeft in Den Haag een conferentie over normen en waarden in de Europese Unie geopend.
- Indonesië -  De Indonesische mensenrechtenactivist Munir Said Thalib wordt op een vlucht van Garuda Indonesia tussen Jakarta en Amsterdam vergiftigd.

### 8 september
- Turkije - Bij een brand in een kopermijn komen 19 mijnwerkers om.
- Verenigde Staten/Irak - Het Pentagon heeft toegegeven dat het geen controle heeft over delen van Irak, zoals de steden Ramadi, Fallujah, Baquba, Samarra en Sadr-stad (een wijk van Bagdad).
- Palestijnse Autoriteit - Premier Ahmed Qureia heeft opnieuw zijn ontslag ingediend bij president Yasser Arafat. Arafat weigerde echter het ontslag te aanvaarden.
- Utah, VS - De spectaculaire landing van het ruimtevaartuig Genesis is mislukt. Hoe groot de schade is, is niet bekend.
- Nederland - Minister Gerrit Zalm vertelt de tijdelijke commissie infrastructuurprojecten dat hij nooit heeft geloofd dat er private financieringen voor de Betuweroute zouden komen.

### 9 september
- Indonesië - In Jakarta komen elf mensen om bij een bomaanslag voor de Australische ambassade.
- Grenada en Barbados - Twintig mensen komen om door orkaan Ivan die inmiddels is toegenomen tot  categorie 5 op de Schaal van Saffir en Simpson.
- Pakistan - Bij aanvallen van de Pakistaanse luchtmacht op een vermeend kamp van de terreurbeweging Al Qaida zijn zeker vijftig mensen omgekomen. De bombardementen hadden plaats in het gebied aan de grens met Afghanistan.
- Nederland - Een Kamermeerderheid van VVD, PvdA en D66 eist dat namen van privéklinieken die minimale kwaliteitsnormen niet halen, onmiddellijk openbaar moeten worden gemaakt. De drie fracties zijn geschrokken van een kritisch inspectierapport over de particuliere gezondheidszorg in Nederland.
- Noord-Korea - Een explosie vindt plaats op een militaire locatie vlak bij de grens met China. Sommige experts zeggen dat dit een kernproef is, anderen sluiten een ongeluk of een andere oorzaak niet uit.

### 10 september
- Bonaire - In een niet-bindend referendum spreken de bewoners van Bonaire zich uit om binnen het Koninkrijk der Nederlanden te blijven, zonder vergaande autonomie.
- Nederland - De Nederlandse Mededingingsautoriteit heeft bij de aanbesteding van zowel de Betuweroute als de HSL-Zuid overtredingen van de mededingingswet geconstateerd.
- Vlaanderen, België - De Vlaamse uitgeverijen hebben met een netto-omzetcijfer van 291,125 miljoen euro in 2003 8,7 procent meer boeken verkocht dan in 2002, zo meldt de Vlaamse Uitgevers Vereniging (VUV).

### 11 september
- Irak - Bij het proces tegen militairen die betrokken waren bij mishandelingen in de Abu Ghraib-gevangenis heeft verdachte Armin Cruz toegegeven opdracht gegeven te hebben om gevangenen te laten mishandelen. Cruz is tot acht maanden cel veroordeeld.
- Japan - Charles Robert Jenkins die veertig jaar geleden tijdens zijn diensttijd in Zuid-Korea, deserteerde en naar Noord-Korea vluchtte, heeft zich overgegeven aan de Amerikaanse strijdkrachten op Camp Zama.
- Nederland - Uit onderzoek van de Universiteit van Tilburg blijkt dat een kwart van de ziekenfondsverzekerden minder vaak naar de tandarts gaat sinds de halfjaarlijkse controle niet meer vergoed wordt.
- Vlaanderen - Het Brugse seminarie start een affichecampagne in heel Vlaanderen om iets te doen aan het tekort aan priesters. De slogan van de affiche komt onder vorm van een zoekertje: 'GD ZKT PRSTR!'
- Verenigde Staten - In New York en Washington wordt herdacht dat drie jaar geleden de aanslagen van 11 september 2001 plaatsvonden.

### 12 september
- Hongkong/China - In Hongkong vinden verkiezingen voor het lokale parlement plaats, dat een zekere autonomie heeft. De democraten en een pro-Pekingpartij winnen zetels.
- Irak - Het geweld in Irak houdt aan. Naar schatting komen zo'n 110 Irakezen om in onder andere Bagdad, Ramadi, Tel Afar en Hilla. Premier Iyad Allawi verklaart dat de verkiezingen van januari 2005 hoe dan ook door zullen gaan.

### 13 september
- Washington D.C., VS - In een interview geeft Minister van Buitenlandse Zaken Colin Powell toe dat hij geen direct verband zag tussen Saddam Hoessein en de aanslagen van 11 september 2001.
- EU - De Europese Raad van ministers van Buitenlandse Zaken dreigt Soedan met sancties, maar weigert van volkerenmoord te spreken omtrent het conflict in Darfoer.
- Tennis - Amélie Mauresmo lost Justine Henin na 44 weken af als nummer één op de wereldranglijst der tennisprofessionals; de Française moet die positie na vijf weken weer afstaan aan haar Amerikaanse collega Lindsay Davenport.

### 14 september
- Irak - Voor een Iraaks politiebureau ontploft opnieuw een autobom, ten minste 47 personen komen om.
- Verenigde Staten - In de VS loopt een tienjarig verbod af op de verkoop van semiautomatische wapens.

### 15 september
- Israël - In een interview met een Israëlische krant zegt premier Ariel Sharon dat Israël niet van plan is zich aan de Routekaart naar Vrede, de lopende vredesbesprekingen, te houden.
- Nederland - De miljoenennota, de rijksbegroting voor het komende jaar, is zes dagen voor Prinsjesdag uitgelekt en na te lezen op de website van RTL Nieuws. De nota is hier te vinden.
- Nederland - Al negen jaar geleden was bekend dat bij grote infrastructurele projecten de kosten uit de hand lopen, zo blijkt uit verhoren voor de Commissie-Duivesteijn.

### 16 september
- Nederland - De infectie die premier Balkenende aan zijn teen heeft blijkt erger dan gedacht en de premier moet nog enige tijd in het ziekenhuis blijven. Waarschijnlijk mist hij Prinsjesdag en het begin van de Algemene beschouwingen.
- Nederland - De Iraakse interim-president Ghazi al-Yawar bezoekt tijdens zijn Europese rondreis Koningin Beatrix. Hij praat met vicepremier Gerrit Zalm over hulp voor de wederopbouw van zijn land.
- Verenigde Staten - De orkaan Ivan heeft enorme schade aangericht in het zuiden van de VS. Eerder richtte de orkaan al schade aan op Cuba.
- Afghanistan. Een Chinook-helikopter met daarin interim-president Hamid Karzai wordt met een mortier beschoten in de stad Gardez, maar wordt gemist. De Taliban claimt de verantwoordelijkheid voor de aanslag.

### 17 september
- Nederland - Vijf Europese landen, Frankrijk, Italië, Nederland, Portugal en Spanje hebben een 800-man sterke politie- en legermacht opgericht.

### 18 september
- Verenigde Naties - De Veiligheidsraad neemt resolutie 1564 aan waarin het dreigt met sancties als Soedan het geweld bij het conflict in Darfoer niet weet te stoppen. De vredesonderhandelingen tussen regering en opstandelingen waren vrijdag mislukt.
- Irak - Een autobom ontploft voor een gebouw in de stad Kirkoek waar soldaten worden geworven en ten minste 23 personen komen om.

### 19 september
- Iran - Iran verwerpt de oproep van het Internationaal Atoomenergie Agentschap om te stoppen met het produceren van verrijkt uranium.

### 20 september
- Nederland - Op de dag voor Prinsjesdag wordt een grote staking georganiseerd en ligt onder andere de haven en het openbaar vervoer in Rotterdam stil.
- Nederland - Bokser Nordin Ben Salah wordt in Amsterdam door onbekenden op straat doodgeschoten.
- Indonesië - In Indonesië vinden verkiezingen plaats voor een nieuwe president. Verwacht wordt dat Susilo Bambang Yudhoyono de zittende president Megawati Soekarnoputri zal verslaan.
- Irak - Twee soennitische geestelijken worden onafhankelijk van elkaar gedood als ze door sjiitische wijken van Bagdad rijden.
- Haïti - De orkaan Jeanne heeft meer dan 600 levens geëist.

### 21 september
- Nederland - Koningin Beatrix leest vandaag op Prinsjesdag voor de 25e keer de troonrede voor en opent daarmee officieel het nieuwe parlementaire jaar. Op verschillende plaatsen in het land vinden demonstraties plaats.
- Libanon - Syrië trekt troepen terug uit enkele delen van Libanon, verklaarde de Syrische minister van defensie Mahmoud Hammoud na besprekingen in Beiroet. De Veiligheidsraad had dit verzocht.
- Libië - De economische sancties ingesteld door de Verenigde Staten in de jaren 80 als reactie op terroristische aanslagen worden opgeheven.
- Nederland - Veertig politievoertuigen branden uit na een vermoedelijke brandstichting.
- België - Premier Guy Verhofstadt slaat bij een ongeluk met zijn auto drie keer over de kop. Zowel de chauffeur als de premier lopen lichte verwondingen op.

### 22 september
- Haïti - Het aantal doden als gevolg van de orkaan Jeanne loopt op tot boven de 1000.
- Verenigde Staten - Een vliegtuig met aan boord zanger Cat Stevens werd gedwongen te landen omdat Stevens op een lijst staat met potentiële terroristen.
- Verenigde Naties - Brazilië, Duitsland, India en Japan hebben gezamenlijk verklaard dat zij een permanente zetel in de Veiligheidsraad willen. Ook een Afrikaans land zou een permanente zetel moeten krijgen.
- Nederland - BZN-gitarist Dirk van der Horst overlijdt op 57-jarige leeftijd te Alkmaar.

### 23 september
- Kazachstan - De kiesraad maakt bekend dat de partij van president Noersoeltan Nasarbajev de zondag gehouden verkiezingen met overweldigende meerderheid heeft gewonnen. Waarnemers maken melding van fraude.
- Nederland - De volkszanger André Hazes overlijdt aan de gevolgen van een hartstilstand.

### 24 september
- Nederland - In Leeuwarden wordt de 32-jarige Manuel Fetter rond vier uur 's nachts doodgestoken omdat hij een opmerking maakte over een kapotgegooid bierflesje.
- Nederland - Bij een crash vlak bij Nordhorn met een lesvliegtuigje van de Vliegclub Twente verongelukken 3 mensen.
- België - De Vlaamse minister van Inburgering Marino Keulen vindt dat de boerka een symbool van de onderdrukking van de vrouw is.
- Frankrijk - De Franse schrijfster Françoise Sagan overlijdt op 69-jarige leeftijd aan een longembolie in een ziekenhuis in Honfleur.

### 25 september
- Nederland - Het waterschap Schieland organiseert de eerste internetverkiezingen maar dit is alleen voor de inwoners van het district Rijnmond.
- Palestina - Het Israëlische leger heeft 35 huizen verwoest in het vluchtelingenkamp Khan Younis in de Gazastrook. Vanuit het kamp werden raketten afgevuurd op een Israëlische nederzetting.

### 26 september
- Nederland - Volgens hoogleraar vreemdelingenrecht prof. dr. A. van Kalmthout is de wachttijd voor het uitzetten van uitgeprocedeerde asielzoekers de afgelopen jaren verdubbeld tot tachtig dagen.
- Turkije - Het Turkse parlement heeft ingestemd met hervormingen van het strafrecht die de toetreding tot de Europese Unie mogelijk moeten maken.
- Zwitserland - De Zwitsers hebben in een referendum twee voorstellen afgekeurd om de strenge regels voor naturalisatie te versoepelen.
- Verenigd Koninkrijk - Een Grieks vliegtuig van Olympic Airways van Athene naar New York maakt een noodlanding in Londen nadat een Griekse krant een bandje had ontvangen waarop gezegd wordt dat er een bom aan boord is.

### 27 september
- Nederland - Componist, tekstdichter en dirigent Harry de Groot overlijdt op 83-jarige leeftijd in een ziekenhuis in Blaricum.
- Irak - In Mosoel ontploft een autobom op het moment dat een patrouille van het Iraakse leger passeert en in Bagdad wordt de politieacademie met mortieren beschoten.
- Japan - De Japanse premier Junichiro Koizumi heeft maandag een nieuwe regering samengesteld, dat meer hervormingen door moet gaan voeren.
- Verenigde Staten - De prijs voor een vat aardolie loopt op tot $50,35. Dit is de hoogste prijs sinds het begin van de jaren '80.

### 28 september
- Irak - De twee ontvoerde Italiaanse hulpverleensters, de Simona's zijn vrijgekomen. In de media wordt gesuggereerd dat 1 miljoen euro losgeld is betaald.
- Nederland - In de Tweede Kamer beginnen de Algemene beschouwingen. De fracties van de coalitiepartijen komen met voorstellen om minder te bezuinigen.
- EU - Neelie Kroes wordt aan de tand gevoeld door het Europees Parlement over haar vermeende banden met diverse zakenlieden en bedrijven.
- Nederland - Schaatskampioen Jochem Uytdehaage wordt in het brandwondencentrum van Beverwijk opgenomen na een auto-ongeluk op snelweg A27 bij Hilversum.

### 29 september
- Israël - De Israëlische minister van defensie, Shaul Mofaz, heeft gezegd dat 'Israël alle opties openhoudt' met betrekking tot de waarschijnlijke ontwikkeling van kernwapens in Iran.
- Hongarije - Het Hongaarse parlement heeft zakenman en vastgoedmagnaat Ferenc Gyurcsany benoemd tot nieuwe premier.
- Californië, VS - SpaceShipOne voert zijn tweede succesvolle vlucht uit naar de ruimte.

### 30 september
- Irak - In de stad Abu Ghraib ontploft een autobom waarbij een onbekend aantal personen gedood wordt; in Mosoel wordt een commissaris van politie neergeschoten; in Bagdad doodt een raket een Amerikaans soldaat en ontploft een bom als Amerikaanse troepen passeren en 34 kinderen komen om; een autobom ontploft in Tel Afar; Fallujah wordt opnieuw gebombardeerd.
- Rusland - De regering stuurt het voorstel voor de ratificatie van het Kyoto-protocol naar het Russische parlement. Na ratificatie kan het protocol wereldwijd in werking treden.
- Palestina - Het Israëlische leger valt het vluchtelingenkamp Jabalia binnen waarbij 20 Palestijnen en 3 Israëliërs omkomen en huizen vernietigd worden.
- Nederland - In Enschede schiet een man twee politieagenten neer, waarvan er één overleden is. De dader is aangehouden.
- Nederland - In Roosendaal botst een intercity op een losse locomotief waarbij 30 personen gewond raken.
- Nederlandse Antillen - De Antilliaanse luchtvaartmaatschappij Dutch Caribbean Airlines gaat failliet.

<< · januari · februari · maart · april · mei · juni · juli · augustus · september · oktober · november · december · >>